# Luckaitztal
Luckaitztal är en kommun i Landkreis Oberspreewald-Lausitz i förbundslandet Brandenburg i Tyskland.
Kommunen bildades den 31 mars 2002 genom en sammanslagning av de tidigare kommunerna Buchwäldchen, Muckwar, Gosda och Schöllnitz.
Kommunen ingår i kommunalförbundet Amt Altdöbern tillsammans med kommunerna Altdöbern, Bronkow, Neupetershain och Neu-Seeland.